# Ronde van Italië 2022/Veertiende etappe
De veertiende etappe van de Ronde van Italië 2022 werd verreden op zaterdag 21 mei van Santena naar Turijn. Het betrof een bergetappe over 153 kilometer waarin twee keer de Superga en de Colle della Maddalena werd beklommen. In deze etappe gooide BORA-hansgrohe de knuppel in het hoenderhok en gaf vol gas op de eerste beklimming van de Superga. Daardoor ontstond er na het harde werk van Wilco Kelderman een elitegroep, waar ook rozetruidrager Juan Pedro López deel van uitmaakte. Zij reden samen tot de slotbeklimming van de Superga, waar Richard Carapaz ten aanval ging. Op de top had hij twintig seconden op een groep achtervolgers, waar López ontbrak. Op de afsluitende Colle della Maddalena maakten Jai Hindley, Vincenzo Nibali en Simon Yates de overstap en vormden met Carapaz een nieuwe kopgroep van vier.
In de finale ging Yates ten aanval en omdat de rest ook naar elkaar keek, pakte de Brit de etappe. Carapaz nam het roze over van López, die vierenhalve minuut verloor.

## Uitslagen
| Santena – Turijn (153,0 km) |                    |                                    |          |
| Plaats                      | Naam               | Ploeg                              | Tijd     |
| 1                           | Simon Yates        | Team BikeExchange Jayco            | 3u43'44" |
| 2                           | Jai Hindley        | BORA-hansgrohe                     | + 15"    |
| 3                           | Richard Carapaz    | INEOS Grenadiers                   | z.t.     |
| 4                           | Vincenzo Nibali    | Astana Qazaqstan                   | z.t.     |
| 5                           | Domenico Pozzovivo | Intermarché-Wanty-Gobert Matériaux | + 28"    |
| 6                           | João Almeida       | UAE Team Emirates                  | + 39"    |
| 7                           | Mikel Landa        | Bahrain Victorious                 | + 51"    |
| 8                           | Peio Bilbao        | Bahrain Victorious                 | z.t.     |
| 9                           | Emanuel Buchmann   | BORA-hansgrohe                     | + 1'10"  |
| 10                          | Juan Pedro López   | Trek-Segafredo                     | + 4'25"  |
|                             |                    |                                    |          |
| 14                          | Wilco Kelderman    | BORA-hansgrohe                     | + 8'04"  |
| 42                          | Mauri Vansevenant  | Quick Step-Alpha Vinyl             | + 22'10" |

| Algemeen klassement |                    |                                    |           |
| Plaats              | Naam               | Ploeg                              | Tijd      |
| Roze trui           | Richard Carapaz    | INEOS Grenadiers                   | 58u21'28" |
| 2                   | Jai Hindley        | BORA-hansgrohe                     | + 7"      |
| 3                   | João Almeida       | UAE Team Emirates                  | + 30"     |
| 4                   | Mikel Landa        | Bahrain Victorious                 | + 59"     |
| 5                   | Domenico Pozzovivo | Intermarché-Wanty-Gobert Matériaux | + 1'01"   |
| 6                   | Peio Bilbao        | Bahrain Victorious                 | + 1'52"   |
| 7                   | Emanuel Buchmann   | BORA-hansgrohe                     | + 1'58"   |
| 8                   | Vincenzo Nibali    | Astana Qazaqstan                   | + 2'58"   |
| 9                   | Juan Pedro López   | Trek-Segafredo                     | + 4'04"   |
| 10                  | Alejandro Valverde | Movistar Team                      | + 9'06"   |
|                     |                    |                                    |           |
| 13                  | Wilco Kelderman    | BORA-hansgrohe                     | + 10'34"  |
| 30                  | Mauri Vansevenant  | Quick Step-Alpha Vinyl             | + 40'10"  |

## Opgaven
- Cees Bol (Team DSM): niet gestart
- Tom Dumoulin (Team Jumbo-Visma): opgave tijdens de etappe vanwege een pijnlijke rug
- Alexander Krieger (Alpecin-Fenix): niet gestart
- Giacomo Nizzolo (Israel-Premier Tech): niet gestart

1e etappe ·
2e etappe ·
3e etappe ·
4e etappe ·
5e etappe ·
6e etappe ·
7e etappe ·
8e etappe ·
9e etappe ·
10e etappe ·
11e etappe ·
12e etappe ·
13e etappe ·
14e etappe ·
15e etappe ·
16e etappe ·
17e etappe ·
18e etappe ·
19e etappe ·
20e etappe ·
21e etappe
Startlijst · Eindstanden · Afbeeldingen